# Frisia (Schiff, 1900)
Der Raddampfer Frisia der Sylter Dampfschiffahrtsgesellschaft war ein von der Werft Janssen & Schmilinsky in Hamburg-Steinwerder gebauter Seitenraddampfer, der von 1900 bis 1927 als Passagier- und Versorgungsschiff für die nordfriesische Insel Sylt eingesetzt wurde.

## Geschichte
Die Frisia wurde 1900 als Ergänzung für den seit 1885 in Betrieb befindlichen Dampfer Westerland durch die Sylter Dampfschiffahrtsgesellschaft in Dienst gestellt. Die Gesellschaft setzte die Schiffe im Linienverkehr zwischen Hoyerschleuse (auf dem Festland) und Munkmarsch (auf Sylt) zur Versorgung der Insel und zum Personentransport ein. Seitenraddampfer mit geringem Tiefgang hatten sich für den Betrieb im Wattenmeer bewährt und konnten bis auf extreme Wetterlagen in den Wintermonaten fast das ganze Jahr eingesetzt werden.

### Liniendienst zwischen Munkmarsch und Hoyerschleuse
Von der Indienststellung bis 1927 (Fertigstellung des Hindenburgdammes) war der Raddampfer zusammen mit seinem fast baugleichen Schwesterschiff Freya (Stapellauf: 1904) die „Lebensader“ der Insel Sylt. Diese Zeit war nicht nur mit der täglichen Routine des Linienverkehrs zwischen Insel und Festland ausgefüllt, sondern auch durch eine Vielzahl von Anekdoten und Vorkommnissen, die nicht zuletzt durch die Unbilden der Witterung verursacht wurden.
Ein besonderer Einschnitt war die Zeit nach dem Ersten Weltkrieg, als der Festlandhafen Hoyerschleuse aufgrund der Volksabstimmung ab 1920 dänisch wurde. Nun mussten Waren und Passagiere unter „Zollverschluss“ durch das dänische Hoheitsgebiet transportiert werden. Aber auch das spielte sich nach kurzer Zeit ein.

### Ausflugsdampfer auf der Trave
Mit der Fertigstellung des Hindenburgdammes wurde die aufwändige und – trotz allem – nicht ungefährliche Fährverbindung entbehrlich, und die Frisia absolvierte im Juni 1927 ihre letzte Fahrt im Linienverkehr. Ende des Jahres wurde sie zusammen mit ihrem Schwesterschiff Freya an die Lübeck-Büchener Eisenbahn Gesellschaft verkauft. Beide Raddampfer sollten als Ausflugsschiffe auf der Trave die Attraktion zwischen Lübeck und Travemünde werden. Dazu wurde nicht nur die Travemünde-Linie GmbH (als 80%ige Tochter der LBE) gegründet, sondern auch eine Kooperation mit dem Marzipanhersteller Niederegger zur Bewirtschaftung der Schiffe eingegangen. Das Schiff wurde am 5. Juni 1928 in Eva umbenannt. Unter den neuen Namen Eva (ex Frisia) und Adam (ex Freya) nahmen sie im Mai 1928 den Ausflugsverkehr auf.
Ein folgenschwerer, tödlicher Unfall der Adam (ex Freya) Anfang Juli 1928 in der Drehbrücke im Lübecker Hafen führte dann zu einer erneuten Umbenennung der beiden Dampfer. Beide Schiffe tauschten die Namen, denn man wollte dem im Volksmund bereits kursierenden Schimpfwort „Adam, der Scharfrichter“ vorbauen.

### Ausflugsdampfer in Ostpreußen
Obwohl das attraktive Angebot von der Bevölkerung häufig und gerne angenommen wurde, blieb der wirtschaftliche Erfolg aus. So wurden beide Schiffe (inzwischen als Binnenschiffe registriert) bereits 1933 nach Ostpreußen verkauft. Die Adam (ex Frisia) ging an die Reederei August Zedler in Elbing und die Eva (ex Freya) wurde vom Tilsiter Reeder und Kapitän Wilhelm Skorloff erworben. Am 19. Mai 1933 wurde die Frisia in Anneliese umbenannt.